# Horta (Azoren)
Horta is een plaats en gemeente in het Portugese autonome gebied en eilandengroep Azoren, op het eiland Faial. De gemeente heeft een totale oppervlakte van 173 km² en telde in 2001 15.063 inwoners.
De naam komt van de Vlaamse familienaam Van Horten. Vlaamse kolonisten behoorden bij de eersten die de Azoren of Vlaamse eilanden bevolkten.
Horta is bekend van zijn haven die een pleisterplaats is voor jachten die de Atlantische Oceaan oversteken. Het is een traditie dat de bemanningen van de jachten een muurschildering op de havenmuur maken. Vanuit de haven is een veerdienst naar Madalena op het tegenovergelegen eiland Pico. Horta heeft ook een kleine luchthaven, Horta Airport.

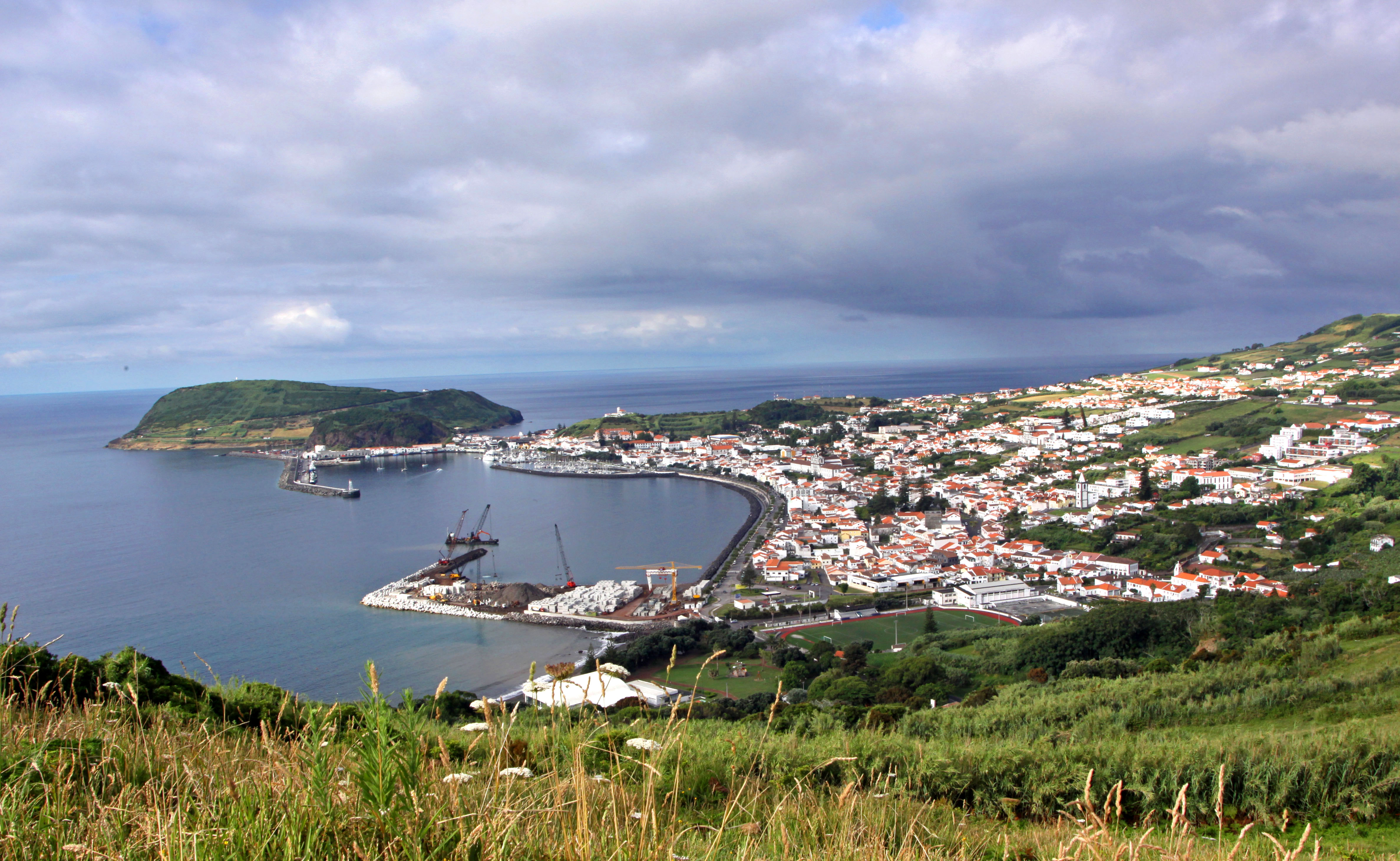
Uitzicht op Horta
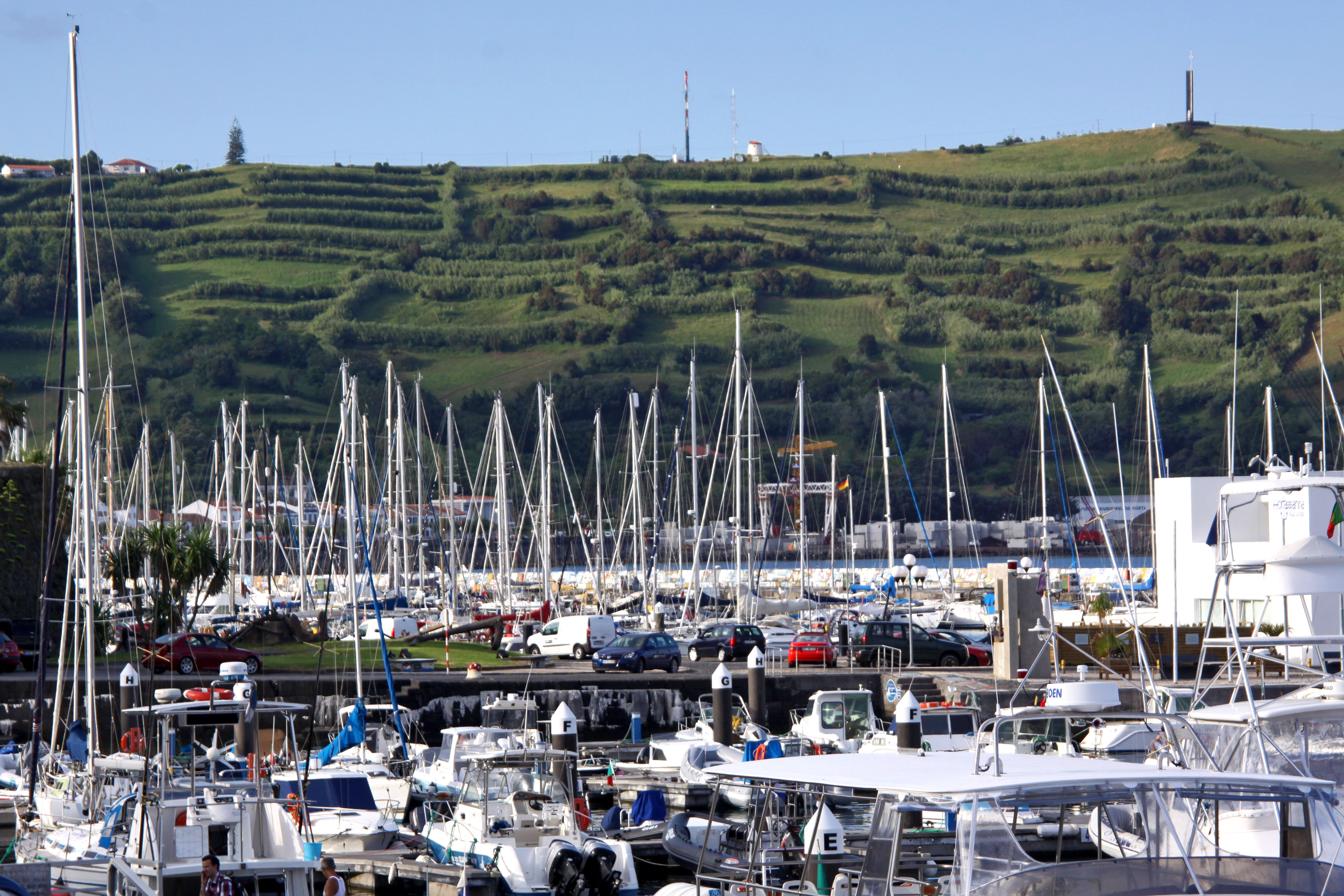
Jachthaven

## Geboren
- Iuri Medeiros (1994), voetballer

## Plaatsen in de gemeente
- Angústias
- Capelo
- Castelo Branco
- Cedros
- Conceição
- Feteira
- Flamengos
- Matriz (Horta)
- Pedro Miguel
- Praia do Almoxarife
- Praia do Norte
- Ribeirinha
- Salão